# Trennung auf Italienisch
Trennung auf Italienisch ist ein deutscher Fernsehfilm des Regisseurs Florian Gärtner, der 2014 zum ersten Mal im Fernsehen ausgestrahlt wurde.

## Handlung
Eva und Marc Altmann sind seit einem Jahr geschieden, haben jedoch noch ein Ferienhaus in Südtirol. Dort treffen sie sich zum ersten Mal seit der Scheidung wieder, um das Haus zu verkaufen. Das schwule Pärchen, welches das Ferienhaus eigentlich kaufen wollte, verliert angesichts des schlechten Zustands das Interesse. Eva kann sie jedoch überreden, nach einer Woche noch einmal vorbeizukommen. Bis dahin möchte sie gemeinsam mit Marc das Haus auf Vordermann bringen. Doch auch in den kleinen Dörfern Südtirols hat der Strukturwandel Spuren hinterlassen. Viele Handwerksbetriebe wurden aufgegeben und der Rest hat während der Kirschtawoch geschlossen. Zum Glück trifft Eva auf Pfarrer Alberti, der sie und Marc damals getraut hatte. Nach einer großzügigen Spende für die Kollekte verweist Alberti sie an den Handwerker Giovanni, der tatsächlich kurzfristig die Arbeiten übernehmen will. Die zwanzig- bis dreißigtausend Euro sind Marc jedoch viel zu teuer, weshalb er sich in Bozen auf die Suche nach einem geeigneten Handwerker macht. Eva verhandelt jedoch mit Giovanni und kann den Preis für die Arbeiten um die Hälfte reduzieren.
Die Arbeiten gestalten sich jedoch als schwierig. Zwischen Eva und Marc kommt es immer wieder zum Streit und Giovannis Arbeitsmoral lässt auch sehr zu wünschen übrig. Er arbeitet wegen eines Bandscheibenvorfalls gar nicht und seine Freundin Isabella wenig, um sich ihre Fingernägel nicht abzubrechen. Von Giovannis Angestellten arbeitet nur Stefano halbwegs effektiv, sein Großvater Luigi sitzt die meiste Zeit nur herum und gibt gute Ratschläge. Als nach zwei Tagen plötzlich Marcs Freundin Sophie und Evas Freund Felix auftauchen, gehen die Arbeiten zügiger voran. Vor allem weil die effiziente Sophie nicht locker lässt und auch herausfindet, dass Giovannis Bandscheibenvorfall nur vorgetäuscht war. Doch die Anwesenheit der neuen Partner bringt für Eva und Marc ungeahnte Schwierigkeiten und ungewollte Erinnerungen. Eva offenbart Felix, dass ihr Seitensprung mit Marcs bestem Freund Benjamin der Grund für das Ende der Beziehung war und Sophie erfährt, dass Eva von Marc schwanger war. Vor allem Sophie kann mit dieser Neuigkeit schwer umgehen. Denn sie will gerne Kinder, Marc jedoch hat sich immer dagegen gewehrt. Auch Felix, der Eva einen Heiratsantrag machen und mit ihr nach Bali fahren wollte, zögert.
Nach einem Streit und einer Aussprache über die Fehlgeburt kommen sich Eva und Marc wieder näher. Als bei der Hochzeit von Giovanni und Isabella die Fürbitte nicht von Claudia verlesen werden kann, springt Eva ein. Der Inhalt der Fürbitte über den Mut in schweren Zeiten und den unerschütterlichen Glauben an die Liebe rührt Eva zu Tränen und sie verlässt fluchtartig die Trauung. Noch vor der Kirche trennt sie sich von Felix. Auch Marc trennt sich während der Heimreise von Sophie, woraufhin sie ihn und sein Gepäck aus dem Auto wirft und alleine nach Hause fährt. Marc geht die zehn Kilometer zu Fuß zurück zur Kirche, wo die Hochzeit jedoch schon vorbei ist. Er trifft vor der Kirche aber auf Eva. Marc gesteht ihr seine Liebe und sie finden wieder zueinander.

## Produktion
Die Dreharbeiten zu Trennung auf Italienisch begannen am 10. September 2013 und dauerten bis Oktober. Gedreht wurde in der Autonomen Provinz Bozen – Südtirol.
Die Eröffnungsszene entstand an der Strada Laste Alte zwischen Unterinn und Kardaun mit der Rosengartengruppe und den Vajolet-Türmen im Hintergrund. Das Ferienhaus befindet sich in Eppan an der Weinstraße unterhalb vom Ansitz Moos-Schulthaus, zwischen Gleifkirche und Sebastianskapelle. Als Kulisse für den Dorfplatz diente das Zentrum von Kurtinig an der Weinstraße mit der Pfarrkirche St. Martin, in der auch die Innenaufnahmen der Hochzeit gedreht wurden. Der Polterabend wurde in der Grafengasse in Margreid gefilmt.

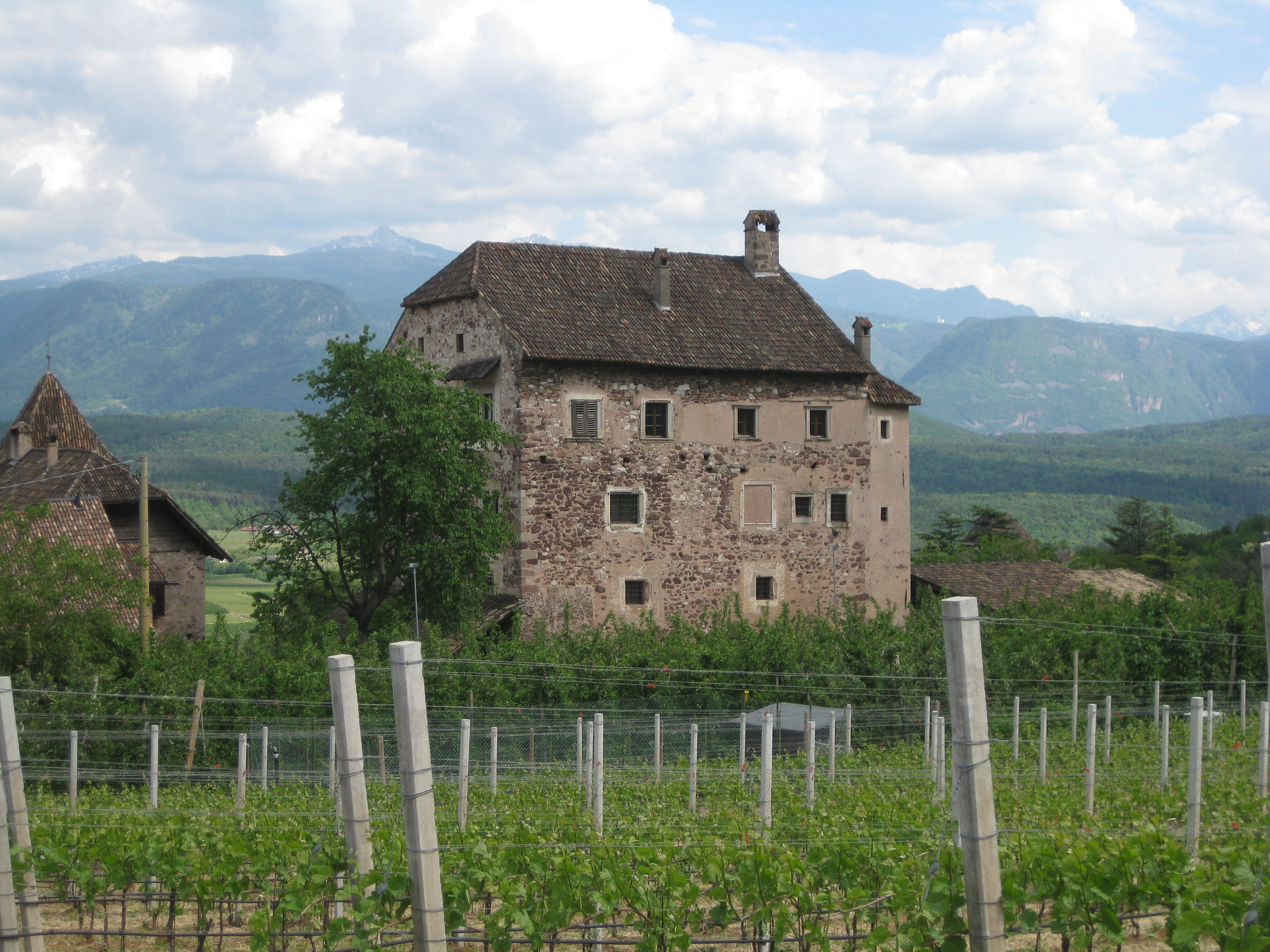
Ansitz Moos-Schulthaus
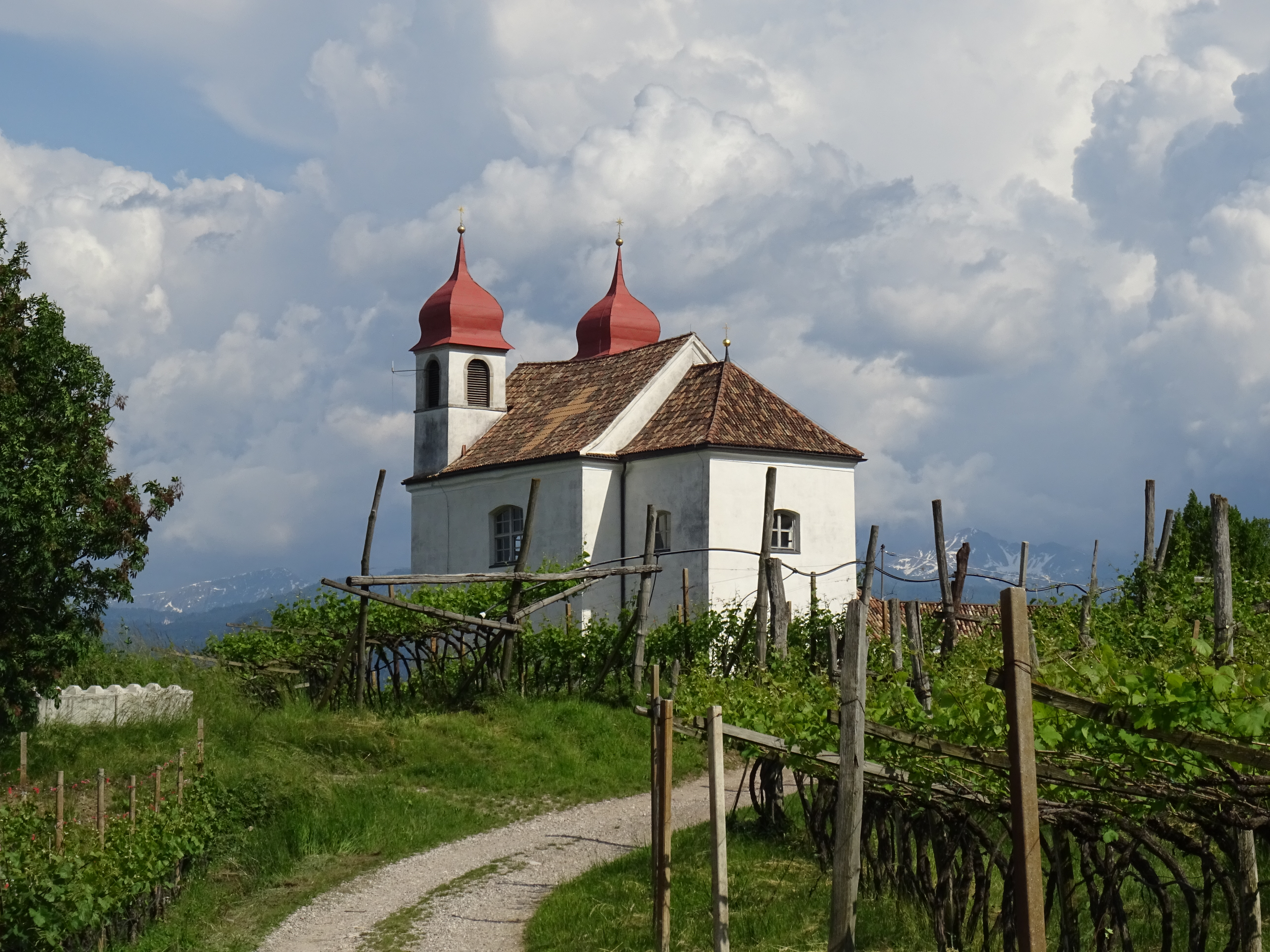
Gleifkirche
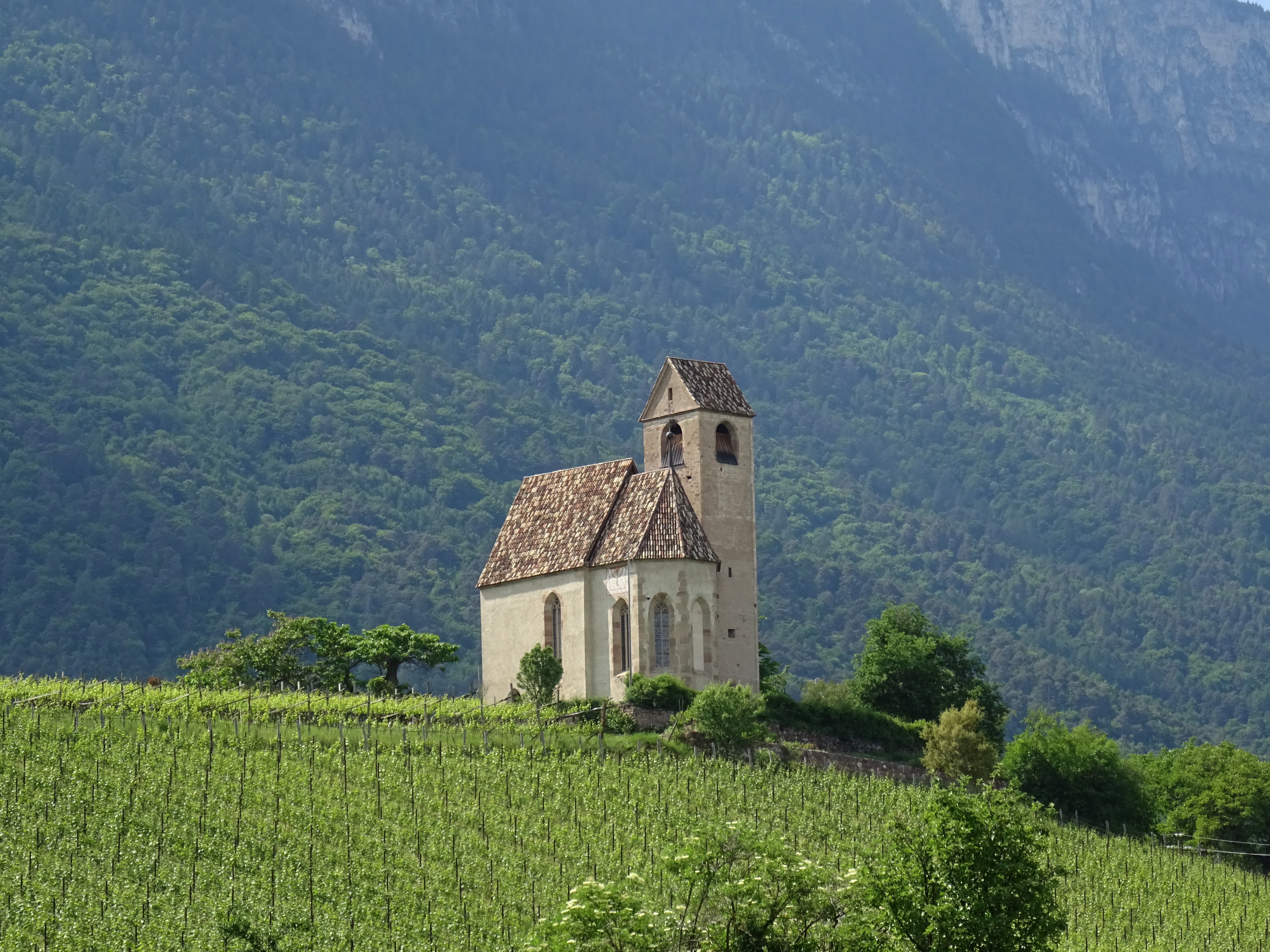
Sebastianskapelle
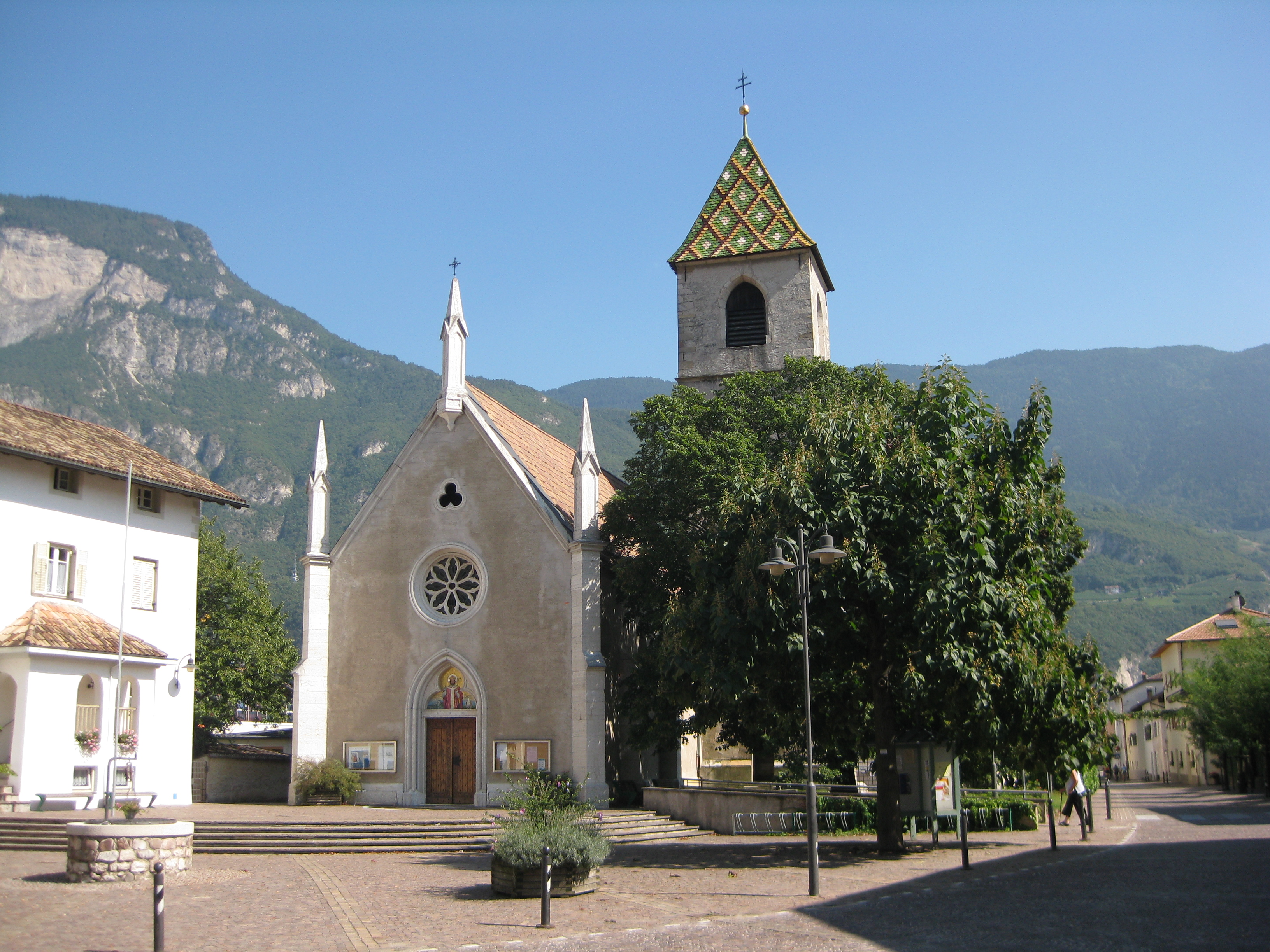
St. Martin in Kurtinig

Trennung auf Italienisch ist eine Produktion der Bavaria Fernsehproduktion im Auftrag der ARD Degeto für Das Erste.

## Veröffentlichung
Die deutsche Erstausstrahlung war am 16. Mai 2014 in der ARD.

## Kritik
„Unangestrengte (Fernseh-)Liebeskomödie vor malerischer Kulisse.“